# Stanislao di Kiev
Stanislao di Kiev o Stanislao Ivanovič (in ucraino Станіслав Іванович?; in russo Станислав Иванович?) (... – dopo il 1321), il cui nome di battesimo era Terenzio (in ucraino Терентий?, Terentij), fu principe di Kiev e forse principe di Rjazan' fino alla sua morte, avvenuta in un anno sconosciuto.
È conosciuto soprattutto per la sua partecipazione alla battaglia del fiume Irpin' contro l'esercito lituano combattuta nel 1321 circa.

## Biografia
La sua origine non è chiara, ma la storiografia maggioritaria ritiene che fosse figlio del principe Rus' Ivan Ivanovič, come il suo predecessore Vladimiro di Kiev. Tuttavia, il nome di battesimo Stanislao (in polacco Stanisław) lascia intendere che la sua origine geografica fosse presumibilmente polacca. Stanislao viene inoltre menzionato solo nelle cronache polacche (Maciej Stryjkowski e Athanasius Kalnofoysky), ma non in opere russe.
Una delle poche altre informazioni note relative a Stanislao riguarda il suo ruolo nella battaglia del fiume Irpin', combattuta nel 1321 contro le truppe del Granducato di Lituania. Gediminas, a capo dei baltici, riuscì a fare prigioniero Stanislao. Da quel momento in poi, Kiev e l'intero territorio occidentale della Rus', prima in mano a Stanislao, passarono in mano al Granducato di Lituania e nell'odierna capitale ucraina si insediò Teodoro di Kiev, fratello di Gediminas. Uscito sconfitto dallo scontro, Stanislao cercò rifugiò a est, recandosi a Brjansk. 
In seguito, egli divenne forse principe di Rjazan'. L'anno della sua morte resta sconosciuto, ma viene individuato ovviamente dopo il 1321, ovvero la battaglia del fiume Irpin'.

## Discendenza
Stanislav sposò Olga, figlia del principe Ivan Jaroslavič di Rjazan', da cui ebbe un figlio, Ivan, principe di Ovruč.